# Евтифрон (Платон)
«Евтифрон» (дав.-гр. Εὐθύφρων) або «Про благочестя» (дав.-гр. Περί οείου) — філософський трактат першої половини IV століття до н. е. Питання про авторство твору залишається відкритим. За однією версією його написав Платон, за іншою — один з його учнів як шкільний твір. Трактат описує зустріч і подальшу розмову Сократа і афінського віщуна Евтифрона. Вони розмовляють про суть благочестя. За допомогою методу Сократа філософ показує неспроможність уявлень про благочестя свого опонента.
У діалозі міститься питання, яке отримало назву дилеми Евтифрона: «чи гоже, тому що воне гоже, люблять боги, чи тому що люблять, воно гоже?». Якщо взяти за основу першу частину дилеми, то виходить, що «благочестя» і «мораль» первинні, що суперечить ідеї про всемогутність богів. Другу частину також легко спростувати. В умовах давньогрецької релігії, одна і та ж дія може подобатися одним і не подобатися іншим божествам. До того, ставлення до однієї й тієї ж дії конкретного божества може бути відмінним залежно від часу здійснення. Ця дилема не має однозначного розрішення для політеїстів. На думку Ульріха фон Віламовіц-Меллендорфа в «Евтифроні» поняття чеснота було вперше відокремлено від благочестя.

## Місце, час та обставини
Дія діалогу відбувається в Афінах на початку 399 року до н. е. біля царського портика — приміщення, де засідав архонт басилевс. Біля нього зустрілися Сократ і афінський віщун Евтифрон. Сократ прийшов, щоб дізнатися про звинувачення Мелета у тому, що він не шанує традиційних богів, вводить нових і розбещує юнацтво. Через місяць суд засудить філософа до смерті. Евтифрон, навпаки, сам прийшов з доносом. Він розповів Сократу про те, як його поденник пелат на Наксосі напившись убив раба. Батько Евтифрона наказав зв'язати цю людину і кинути в рів. Там він і помер чи то від холоду, чи то від голоду. Евтифрон вважає цей вчинок батька нечестивим і хоче подати на нього судову скаргу.
Вчені-антикознавці при описі діалогу підкреслюють наявність в ньому неузгоджених тверджень. Батько Евтифрона міг володіти земельним наділом клерухією на Наксосі до 405 року до н. е. Після поразки при Егоспотамах афінські громадяни були вигнані з острова. Таким чином, тут стався або анахронізм, або Евтифрон подає до суду на батька за дію вчинену більш ніж п'ять років тому. Ім'я «Евтифрон» (дав.-гр. Εὐθύφρων) значить «володар прямого розуму», «прямодушний», «правильно мислячий». З огляду на вищевикладене не виключено, що весь діалог являє собою не виклад розмови Сократа, а літературну вигадку.
Евтифрон також згадується в діалозі Платона «Кратил». У цьому творі, дія якого розгортається до 422 року до н. е., Евтифрону близько 20 років. Відповідно в 399 році до н. е. його вік становив понад 40 років. Батько, на якого Евтифрон подає скаргу, в такому випадку був вже у похилому віці.
Щодо часу написання діалогу в науковому середовищі існує кілька версій. За однією, «Евтифрон» — ранній «юнацький» твір Платона, який той написав у проміжку між 399 (страта Сократа) і 388/387 роками до н. е. (подорож до Сицилії). Водночас в «Евтифроні» вбачають зв'язок з пізніми діалогами Платона «Закони» і «Теетет». В такому випадку «Евтіфрона» можна розглядати як твір написаний одним з учнів платонівської Академії на підставі праць вчителя.

## Композиція
У вступі описані обставини зустрічі Сократа і Евтифрона біля царського портика. Сократ розповідає про звинувачення Мелета, за яким його судитимуть. Евтифрон підкреслює свій професіоналізм в трактуванні божественних приречень. Також він нарікає на те, що, наперекір вірності його передбачень, в суспільстві над ним сміються, тому що заздрять. Евтифрон показує читачеві своє вміння передбачати заявою: «Мабуть, нічого, Сократе, не вийде: ти розумно виграєш справу, гадаю, як і я свою.». Насправді через місяць після описуваних подій суд засудить Сократа до смерті.
Далі Евтифрон розповідає про обставини своєї тяжби з батьком. Він переконаний, що незалежно від провини загиблого через дії батька людини, злочинця можна переслідувати лише по суду. Самовільне заподіяння зла злочинцеві є безчесним. Евтифрон підкреслює, що судове переслідування винного батька є допустимим, а той хто стверджує зворотне погано знає божественні закони про благочестя і нечестя. Тоді Сократ просить Евтифрона дати визначення благочестя. Той заявив, що благочестям є переслідування винного у вбивстві, святотатстві або інших злочинах, незалежно від особи та ставлення до злочинця. Сократ заперечив, що це лише один з прикладів благочестивої поведінки, але ніяк не визначення. На це Евтифрон відповів, що «якщо богам щось миле, то воно гоже, якщо немиле — негоже». На це Сократ зазначає, що і серед пантеону олімпійських богів трапляються розбрати та розбіжності. А якщо так, то можливо один і той самий вчинок буде по-різному сприйнятий конкретними богами. Евтифрон, щоб уникнути суперечності, підкреслив, що всі боги погодяться з тим, що вбивця повинен бути покараний. На це Сократ заперечив, що і люди вважатимуть тотожно. Однак, коли справа доходить до суду, виявляється, що існує безліч думок про ступінь винності в кожному конкретному випадку. Саме так і боги можуть по-різному сприймати будь-який людський вчинок.
Сократ, бачачи здивування Евтифрона, пропонує йому переглянути визначення, замінивши слова «гоже» і «негоже» на «любе» і «ненависне». Тоді «благочестям буде те, що любе, а нечестям — ненависне богам». Евтифрон погоджується з таким трактуванням. Після Сократ ставить питання, яке отримало назву дилеми Евтифрона: «чи гоже, тому що воне гоже, люблять боги, чи тому що люблять, воно гоже?». Бачачи подив Евтифрона, Сократ уточнює твердження на прикладах «люблячого і любленого», «несучого і несеного» і т. ін. Несене є таким тому, що його несуть. Аналогічно і «гоже» люблять тому, що воно «гоже», а не навпаки. «Боголюбе» відрізняється від «гожого» і в чомусь є його протилежністю. «Боголюбе є таким тому, що його люблять боги. гоже боги люблять через те, що воно гоже». Після подальшого розбору «гожого» і «справедливого» та інших понять Сократ підводить Евтифрона до відповіді, що «гожим є те, що улюблене богам». Після цього він вказує, що таке твердження було спростовано на самому початку розмови. Евтифрону нічого заперечити й він, пославшись на справи, йде.

## Вплив та оцінки
Центральною темою діалогу є «благочестя» — гоже в українському перекладі. У тексті твору міститься кілька визначень цього поняття, жодне з яких не є остаточним. В кінцевому підсумку читач заплутується в суперечливих визначеннях, здавалося б всім відомого поняття. Весь твір Сократ з Евтифроном говорять про благочестя, але не можуть дати його визначення. У «Евтифроні» на прикладі благочестя показано сутність теорії ідей Платона. «Благочестя» є «ідеєю», якій неможливо дати визначення. Ця «ідея» осмислює той чи інший вчинок і є для нього зразком.
Діалог «Евтифрон» містить кілька прикладів сократичної іронії — методу ведення дискусії, який передбачає уявні незнання і згоду зі співрозмовником на початку бесіди. Наступні уточнювальні питання показують хибність переконань і невігластво опонента. Так, наприклад, на початку бесіди Сократ каже: «Чи не найкраще було б мені, поважний Евтифроне, твоїм учнем стати». Пізніше, коли з'ясувалося, що Евтифрон не може пояснити, що ж являє собою благочестя, Сократ каже: «тобі ж видається, що я не такий тямкий, як судді; їм же ти докажеш явно, що то таке несправедливе, що його геть усі боги ненавидять». Діалог завершується фразою: «Що ж це ти робиш, друже! Відходиш, залишаючи мене без найменшої надії дізнатися про гоже й негоже і через те позбутися Мелетового звинувачення, довівши позивачеві, що я, завдяки Евтифронові, розуму набув у божественних справах…».
Найбільшу популярність отримала та частина діалогу, в якій обговорюється питання про первинність божественного промислу або благочестя. «Дилему Евтифрона» можна сформулювати як «Чи наказує Бог вчинити певним чином, тому що це вірно в моральному сенсі, або ж це вірно в моральному сенсі, тому що так велить Бог?» Хоч діалог написаний в умовах політеїзм, дилема Евтифрона залишається значущою сучасною теологічною проблемою. Якщо взяти за основу перший постулат, то виходить, що «мораль» і «благо» первинні та існують поза божественного промислу, що ставить під сумнів всемогутність Бога. Ця думка є по суті атеїстичною. Якщо ж вчинок морально вірний виключно тому, що так наказують боги, то одна і та ж дія може бути, залежно від обставин, одночасно благочестивою і нечестивою. Все буде залежати від думки божества в цей конкретний момент здійснення вчинку. З погляду християн «будь-яка дія є морально невірною тільки в тому випадку, якщо вона протилежна велінням люблячого Бога». Іншими словами Бог не може наказати або побажати нічого аморального в силу своєї всемилостивої сутності. Для політеїстів дилема не має однозначного розв'язання.
На початку III століття до н. е. філософ-епікуреєць Метродор з Лампсака написав трактат «проти Евтифрона». Сам твір не зберегся. Він є першим, в якому згадується діалог «Евтифрон». Філософ-платонік Трасілл помістив трактат в першу з дев'яти тетралогій Платона, яка також включала діалоги «Апологія Сократа», «Крітон» і «Федон». У цих чотирьох трактатах описані події до суду над Сократом, під час судового засідання, перебування Сократа у в'язниці та останнього дня життя філософа. Діоген Лаертський назвав «Евтифрона» «випробувальним» твором. Також він підкреслив, що деякі з вчителів філософії поміщали «Евтифрона» в початок збірок платонівських творів, оскільки він є найбільш відповідним для початку вивчення спадщини Платона. Діоген Лаертський писав, що Сократ відмовив Евтифрона від задуму подати до суду скаргу на батька, що не відповідає тексту діалогу.
Середній платонік Нуменій вважав, що в «Евтифроні» Платон виступив з критикою релігії. Оскільки безпосередньо він це зробити не міг, то вклав свої думки Сократу. Мертвому вчителю можна приписати сукупну мудрість кількох поколінь. Можливо, одним з мотивів Платона було бажання уникнути звинувачень в аморальності та безбожництві, в разі якщо кому-небудь з афінян висновки діалогу здадуться нечестивими. Від подібних звинувачень постраждала ціла плеяда мислителів від Анаксагора до Сократа. Приписувати свої нетрадиційні думки мертвому вчителю було цілком безпечно. У будь-який момент можна було б заявити, що дані твердження належать Сократу, а він лише мемуарист.
В анонімному пізньоантичному трактаті «Пролегомени до філософії Платона» «Евтифрон» названий першим за часом написання платонівським діалогом.
Вчені-антикознавці по різному оцінюють цей діалог. Фрідріх Шляєрмахер вважав «Евтифрона» слабким твором. Схожу думку також висловив історик філософії Олоф Ґіґон. Він вважав, що богословські результати бесіди Евтифрона з Сократом надзвичайно мізерні. На думку Ґігона, Сократ лише грає словами, не наводячи будь-яких важливих ідей і висновків. Вчений схарактеризував текст діалогу як «дивний» і «несимпатичний». Ульріх фон Віламовіц-Меллендорф вважав, що в «Евтифроні» Платону вперше вдалося звільнити поняття чесноти від благочестя. Міхаель Ерлер оцінив високий рівень роздумів над логічними та граматичними питаннями.

## Переклади та публікації
У Середні віки діалог «Евтифрон» був невідомий західноєвропейським вченим. Перший переклад трактату з давньогрецької був здійснений на вірменську мову не пізніше XI століття. Наприкінці XIV століття рукопис «Евтифрона» на давньогрецькому привіз до Італії з Візантії Мануїл Хрисолор. Перший переклад на латину був здійснений італійським гуманістом Франческо Філельфо у 1436 році. Другий, гіршої якості, в 1440/1443 роках — Рінуччо да Кастільйоне. Обидва переклади не були опубліковані. Першим друкованим виданням «Евтифрона» на латину став переклад гуманіста і філософа Марсіліо Фічіно 1484 року, у складі інших творів Платона. Перше друковане видання на давньогрецькому було підготовлено вченим і одним з найзначніших філологів епохи Відродження Маркосом Мусуросом серед інших творів Платона, а потім видано книгодрукарем Альдом Мануцієм у 1513 році в Венеції.
Згодом діалог неодноразово перевидавали в оригіналі та перекладах на різні мови, в тому числі в складі серій Collection Budé і Loeb Classical Library.